# Karakaya-Talsperre
Die Karakaya-Talsperre am Euphrat bei Malatya ist eine Talsperre in der Türkei. 
Die Talsperre wurde zwischen 1976 und 1987 als Bogengewichtsmauer gebaut. Sie ist über ihrer Gründung 173 m und über dem Flussbett 158 m hoch.
Das Wasserkraftwerk verfügt über sechs 300 MW-Francis-Turbinen.
Das Regelarbeitsvermögen beträgt 7354 GWh im Jahr.
In der Nähe des Ortes Battalgazi lag nahe dem heutigen Südufer der Ort Atabey, wo die späthethitische Stele von Atabey aus dem 13./12. Jahrhundert v. Chr. gefunden wurde.